# غدة وركية

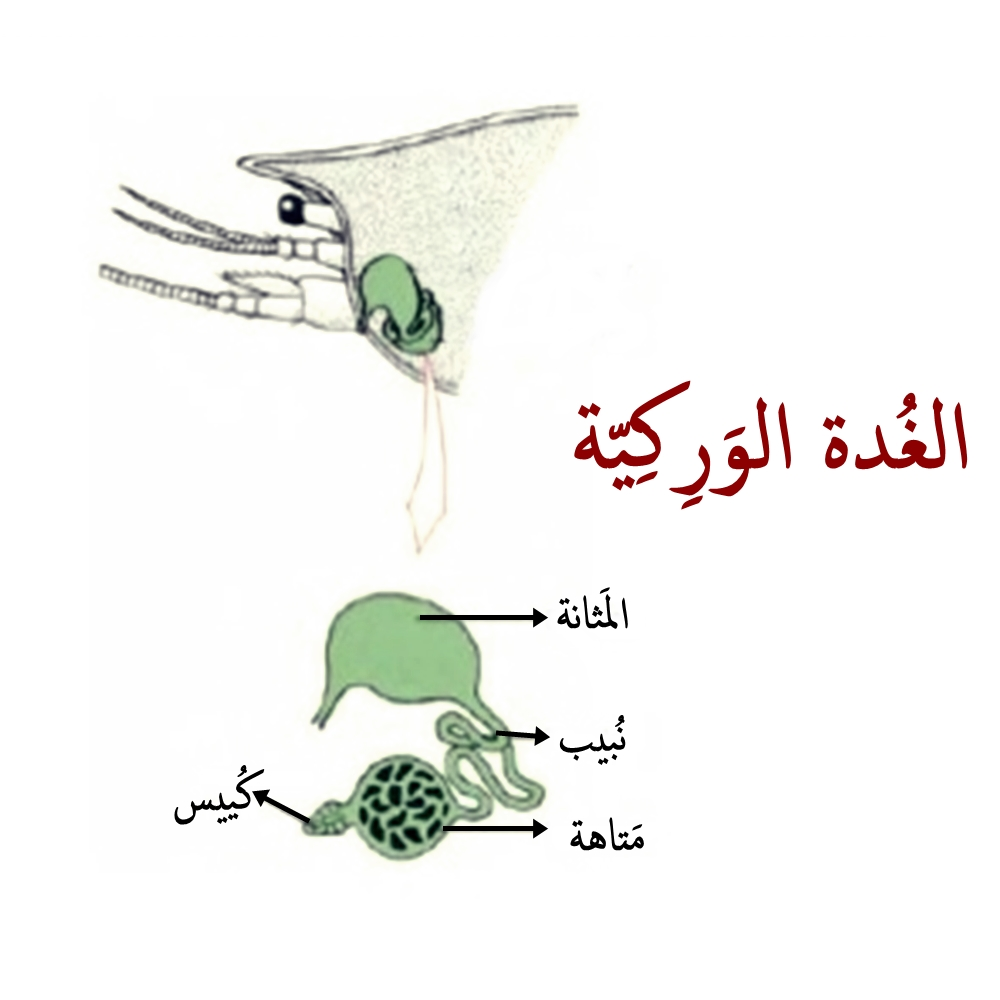
الغُدة الوَرِكية ومكوناتها

الغُدة الوَرِكِيّة (بالإنجليزية: Coxal gland)‏ وَهي غُدة موجودة في بَعض المِفصليات، تُستخدم في جَمع البَول وَإخراجه، وَيُعتقد أن الغُدر الوَرِكيّة في المِفصليات متناظرة (مشابهة) للغدة الهوائية (Antennal gland) في القشريات.

## المُكونات
تَتألف الغُدة الوَرِكِيّة مِن كُييس نهائي، وَقَناة طَويلة على شَكل مَتاهة، بالإضافة إلى مثانة نِهائية تُشكل مَخزن لِتجميع البَول.

## التَواجد
تُوجد الغُدة الوَرِكية في جَميع العَنكبيات (باستثناء بعض أنواع القراديات) وتوجد أيضاً في كلابيات القرون مِثل ملك السَراطين.

## المَراجع
1. ↑  H. S. Bhamrah; Kavita Juneja (2002). An Introduction to Arthropoda [مُقدمة في المفصليات] (بالإنجليزية) (الثانية ed.). مطبوعات أنمول. p. 317–342. ISBN:9788126106738. Archived from the original on 2019-12-10. Retrieved 24 أكتوبر 2015. {{استشهاد بكتاب}}: تحقق من التاريخ في: |تاريخ الوصول= (help)
2. ↑  Colin Little (1983). The Colonisation of Land: Origins and Adaptations of Terrestrial Animals [استعمار الأرض: مَنشأ وَتَكَيُف الحيوانات الأرضية] (بالإنجليزية). مطبعة جامعة كامبريدج. p. 106–126. ISBN:9780521252188. Archived from the original on 2019-12-10. Retrieved 24 أكتوبر 2015. {{استشهاد بكتاب}}: تحقق من التاريخ في: |تاريخ الوصول= (help)